# Sand Lake (hrabstwo Burnett)
Sand Lake – miasto w Stanach Zjednoczonych, w stanie Wisconsin, w hrabstwie Burnett.